# Merotop
Ein Merotop, auch Kleinstbiotop oder Minimalbiotop, bezeichnet in der Ökologie einen kleinen Ausschnitt eines Biotops mit durch besondere Struktur bedingter besonderer Lebensgemeinschaft. Teilweise ist es auch einfach ein Synonym für Mikrohabitat. Der Begriff wird selten gebraucht.
Der Begriff Merotop geht auf den Ökologen Wolfgang Tischler zurück, welcher dieses Wort im Jahr 1949 erstmals verwendete. Es setzt sich aus den Substantiven τὸ µέρος (tò méros, n.: „u. a. Teil“) und ὁ τόπος (ho tópos, m.: „Ort, Platz, Stelle“) zusammen. Durch Eliminierung der Wortendung ς (s) und des Wortausganges ος (os) entsteht der Fachausdruck Merotop, der „Teil eines Ortes“ bedeutet. In der Ökologie ist das Merotop die Teileinheit eines Habitats, eines Biochorions oder eines Stratums („Stratotop“ nach Tischler) mit besonderer, vor allem durch strukturelle Eigenschaften bestimmter Besiedlung mit Lebewesen, der in seinem Vorkommen an andere entsprechende Strukturen gekoppelt ist. Ein Beispiel wäre ein Baum mit den Merotopen Laub, Rinde, Wurzeln, Holz, Früchte etc. Ein Merotop kann so als Ort für die besondere Lebensgemeinschaft eines Einzelorganismen-„Moduls“ aufgefasst werden.
Die Lebensgemeinschaft eines Merotops kann als Merozönose bezeichnet werden.